# Tony Wrethling
Börje Tony Wrethling, tidigare Vretling, född 26 mars 1951 i Gävle Heliga Trefaldighets församling, Gävleborgs län, är en svensk folkmusiker.
Wrethling guidade 1983 musiklinjen på Västerbergs folkhögskola.

## Diskografi
- 1984 – Listiga Jonsson och andra låtar från Gästriklands och Hälsinglands finnskogar, tillsammans med Ulf Störling.

## Utmärkelser
- 1976 – Zornmärket i silver
- 2005 – Zornmärket i guld, "för mästerligt och traditionsmedvetet spel av låtar från Gästrikland."[6]
- 2009 – Jernbergsmedaljen
- 2018 – Gunvor Göranssons stora kulturpris